# Encarnación Fuyola Miret
Encarnación Fuyola Miret (Osca, 3 de setembre de 1907 – Ciutat de Mèxic, 8 de desembre de 1982) és una mestra de la II República, militant comunista i activista política antifeixista, exiliada a Mèxic.

## Biografia
Encarnación Fuyola va viure a Madrid i Barcelona, on la família es traslladà seguint la feina del pare. Va estudiar Ciències naturals a Madrid i després Magisteri a Barcelona. El 1933 va aprovar dues oposicions: Correus i Magisteri. Estigué allotjada a la Residencia de Señoritas i a partir de setembre del 36 formà part del comitè presidit per Regina Lago que regí la institució.
Va iniciar la trajectòria com a docent quan ja era militant del sindicat FETE-UGT i on exercia el càrrec de Tresorera a l'Executiva presidida per Victoria Zárate. Es va presentar com a candidata del Partit Comunista, per Osca i Saragossa, en les eleccions de 1933, encara que no va resultar escollida. Al costat d'Irene Lewy Rodríguez i Lucía Baró, va crear la publicació ¡Compañera!: el órgano de las mujeres trabajadoras, de la ciudad y del campo.
El 1934 va participar en el «Congreso Mundial de Mujeres contra la Guerra y el Fascismo». La seva intensa participació política, sobretot en contra dels governs radicals‐cedistas del «bienni negre», va fer que se la detingués i processés repetides vegades. Coneixia Dolores Ibárruri i va col·laborar amb ella en l'organització Pro infància Obrera, que més tard va passar a anomenar-se Agrupació de Dones Antifeixistes (AMA), de la qual va arribar a ser Secretària General, a més d'una de les seves fundadores. També estava en el consell d'administració de la revista Mujeres, que era l'òrgan oficial de l'AMA, el primer número de la qual va sortir el 15 de febrer de 1936 sota la direcció de Dolores Ibárruri.

### Guerra civil
En esclatar la guerra va estar lluitant, el 1936, amb el grau de Comandant, en el front de Madrid, on desenvolupava tasques d'organització i d'informació. El 1937, malgrat que seria substituïda com a Secretaria de l'AMA per Emilia Elías, va escriure Mujeres antifascistas, su trabajo y su organización.
Estava casada amb Luis Sendín, que va morir afusellat, al costat d'Heriberto Quiñones i Ángel Cardón, a l'octubre de 1942 a Madrid.
Entre les seves accions durant la guerra podem destacar la participació en l'alliberament de camarades comunistes presos en els camps de concentració d'Alacant.

### Exili a Mèxic
Quan la guerra es va perdre Encarnación Fuyola va haver d'exiliar-se i va començar el seu periple per França, on el mateix PCF la va ajudar a emigrar a Mèxic. Es va embarcar en el vaixell Siboney, que la va portar a la ciutat de Veracruz al novembre de 1939; es va traslladar a Zamora (Michoacán, Mèxic), on va residir quatre anys. De Zamora va passar a la ciutat de Mèxic, on es va instal·lar a casa de militants comunistes.
A Mèxic va refer la vida professional i personal, inicià una nova relació i va tenir un fill. Un any després de la seva arribada a Veracruz es va registrar com a Encarnación Martín Miret en comptes d'amb el seu nom veritable Encarnación Isabel Danilisa Fuyola Miret, un fet relativament habitual entre els exiliats; ella hi havia arribat perseguida per una «ordre de cerca i captura» del Tribunal Especial para la Represión de la Masonería y el Comunismo, qualificada com a «subjecte perillós».
Des de l'any 1943 i fins a la seva mort va treballar a la capital mexicana com a correctora d'estil i traductora de francès en diverses editorials. No va deixar de col·laborar amb el PCE malgrat estar exiliada, escrivint i corregint articles per a Mundo Obrero i España Popular, òrgan del PCE a Mèxic. A més, el 1949 i 1950 apareix com a secretària i presidenta de la Unión de Mujeres Españolas Antifascistas (UMEA), una organització en l'exili que es mantingué activa fins a 1975.